# LineageOS
LineageOS, также известная как LineageOS Android Distribution и Lineage (/lɪn.i.ɪdʒ/) — бесплатная операционная система для смартфонов и планшетов с открытым исходным кодом, основанным на ОС Android. Предназначена для замены проприетарных версий прошивок Android, предустанавливаемых поставщиками мобильных устройств. Открытый исходный код и отсутствие пакета предустановленных сервисов Google обеспечивают безопасность и конфиденциальность.
Это преемник популярной мобильной ОС CyanogenMod, из которой был ответвлён в декабре 2016 года, когда Cyanogen Inc. объявила, что прекращает разработку и закрывает инфраструктуру, лежащую в основе проекта. Поскольку Cyanogen Inc. сохранила права на бренд Cyanogen, команда разработчиков перезапустила проект под новым названием LineageOS (не имеющим никакого отношения к популярной сетевой игре Lineage).
LineageOS официально вышел 24 декабря 2016 года, причём исходный код доступен на GitHub. С тех пор разработка LineageOS теперь охватывает более 235 устройств с более чем 4,5 миллиона установок, удвоила свою базу пользователей в месяц с февраля по март 2017 года.

## Предыстория
CyanogenMod (часто сокращаемое как «CM» или «циан») была очень популярной операционной системой с открытым исходным кодом для смартфонов и планшетов, основанной на мобильной платформе Android. Несмотря на то, что лишь часть от конечного числа пользователей CyanogenMod оповестила о своем использовании прошивки, на 23 марта 2015 года некоторые отчёты свидетельствовали о более чем 50 миллионах людей, использующих CyanogenMod на своих телефонах. Она также часто использовалась в качестве основы разработчиками других прошивок.
В 2013 году основатель Стив Кондик создал венчурный фонд под названием Cyanogen Inc., чтобы сделать возможной коммерциализацию проекта. По его мнению, компания не воспользовалась успехом проекта, и в 2016 году он то ли ушёл сам, то ли его заставили покинуть проект как часть процесса реструктуризации, повлекшего за собой смену CEO, закрытие офисов и проектов и прекращение сервисов. Наработанный исходный код проекта, являясь популярным свободным программным обеспечением, был быстро ответвлён разработчиками и использован под новым именем LineageOS в новосозданном проекте, не имеющем больше связи с Cyanogen Inc. Разработка же CyanogenMod была официально прекращена. Таким образом, CyanogenMod, по сути, превратился в LineageOS и усилиями сообщества разработка была продолжена под этим новым брендом.

## Разработка
По аналогии с CyanogenMod, проект разрабатывался многочисленными владельцами устройств и использует Gerrit для осуществления процесса инспекции кода. Он также сохранил старый формат нумерации версий (например, Android 7.1 — это LineageOS 14.1). Сборки выпускаются на еженедельной основе и подписываются закрытым ключом LineageOS.
В преддверии официального запуска LineageOS многие разработчики с XDA уже создали неофициальные версии LineageOS из исходных текстов.

## История версий
| Основная версия LineageOS                                                                        | Версия Android                       | Дата выхода рекомендуемой сборки |
| ------------------------------------------------------------------------------------------------ | ------------------------------------ | -------------------------------- |
| 13.0                                                                                             | Android 6.0.1 (Marshmallow)          | 22 января 2017                   |
| 14.1                                                                                             | Android 7.1.2 (Nougat)               | 22 января 2017                   |
| 15.1                                                                                             | Android 8.1.0 (Oreo)                 | 24 февраля 2018                  |
| 16.0                                                                                             | Android 9 (Pie)                      | 1 марта 2019                     |
| 17.1                                                                                             | Android 10 (Quince Tart)             | 1 апреля 2020                    |
| 18.1                                                                                             | Android 11 (Red Velvet Cake)         | 1 апреля 2021                    |
| 19                                                                                               | Android 12 (Snow Cone)               | 26 апреля 2022                   |
| 19.1                                                                                             | Android 12, Android 12.1 (Snow Cone) | 26 апреля 2022                   |
| 20                                                                                               | Android 13 (Tiramisu)                | 31 декабря 2022                  |
| 21                                                                                               | Android 14 (Upside Down Cake)        | 14 февраля 2024                  |
| Легенда:Старая версия, не поддерживаетсяСтарая поддерживаемая версияТекущая версияБудущая версия |                                      |                                  |

## Поддерживаемые устройства

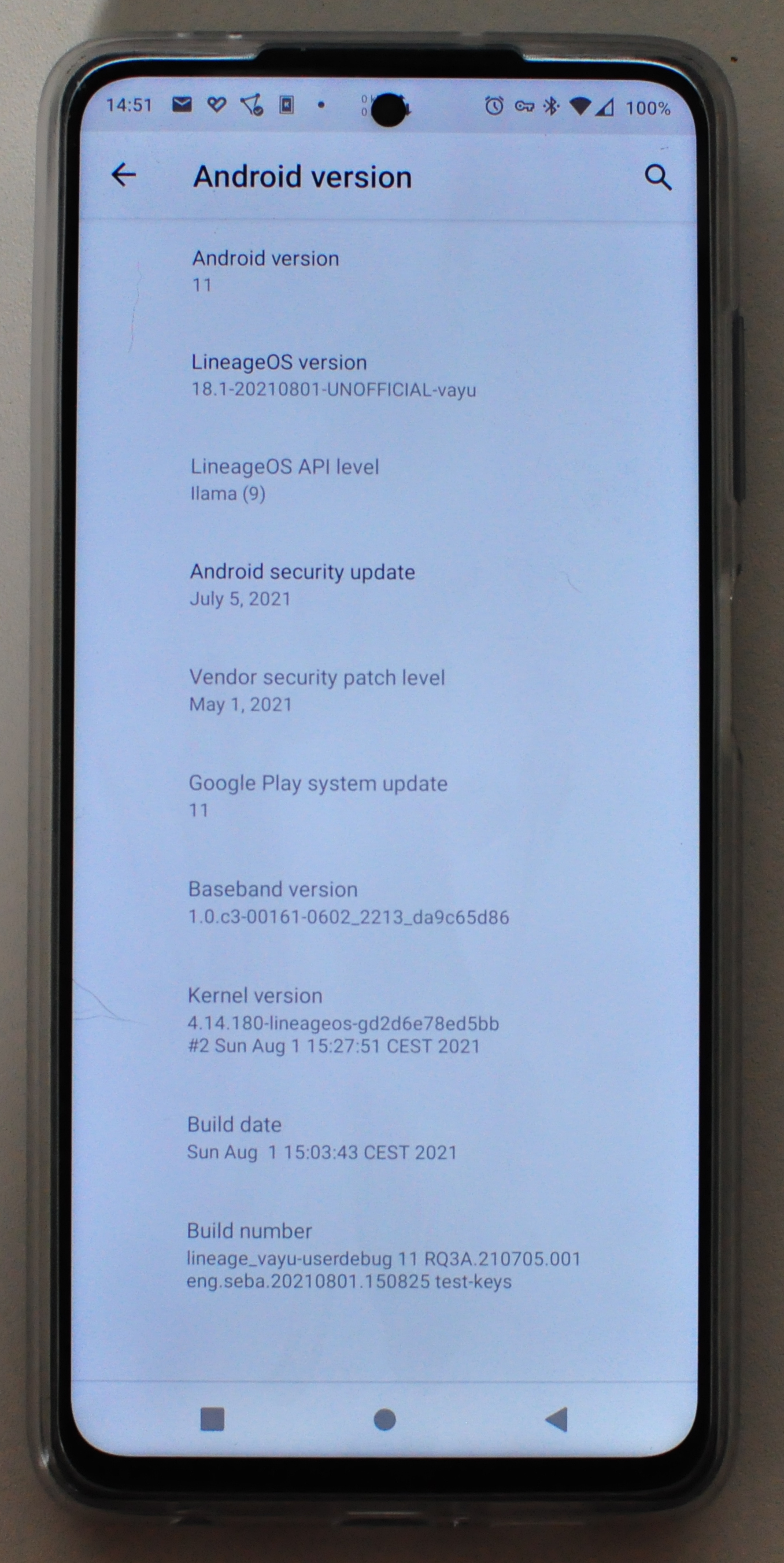
Смартфон POCO X3 Pro с запущенной LineageOS

По состоянию на 8 октября 2021 года LineageOS официально поддерживает 235 устройств, включая устройства Nexus и Google. Официальные разработки на текущей ветке развития обозначаются как «ночные», хотя они, как правило, выпускаются раз в неделю, а сборки для различных устройств разбросаны по всей неделе, чтобы облегчить нагрузку на автоматизированную инфраструктуру построения. В течение первых двух месяцев проекта они также подготовили параллельные экспериментальные сборки, чтобы обеспечить обновление на месте с предыдущих установок CyanogenMod и упростить миграцию в LineageOS.